# Il terrorismo degli Stati Uniti contro Cuba
Il terrorismo degli Stati Uniti contro Cuba è un saggio di diversi autori, tra cui Noam Chomsky, a cura di Salim Lamrani, del 2005.
Il libro è il frutto di una campagna internazionale condotta dal Premio Nobel Nadine Gordimer e da più di cento deputati laburisti inglesi. Il curatore di questo volume ha invitato studiosi, docenti universitari, veterani delle battaglie per i diritti civili e giornalisti di fama mondiale a ricostruire la storia del processo, a partire dai fatti relativi alla lunga guerra - non dichiarata - che i governi di Washington stanno conducendo dal 1959 contro l'isola di Cuba.
Hanno aderito all'iniziativa: Howard Zinn, Noam Chomsky, William Blum, Michael Parenti, Piero Gleijeses, Ignacio Ramonet, Leonard Weinglass, Wayne Smith, Saul Landau, Michael S. Smith, James Petras, Jitendra Sharma, Ricardo Alarcón, Gianni Minà, Nadine Gordimer. Il testo è preceduto da una introduzione di Gianni Minà e da una lunga testimonianza personale di Gabriel García Márquez.
(Dalla scheda di presentazione del libro)

## L'intervento di Howard Zinn
Professore emerito all'Università di Boston, autore di una "Storia del popolo americano" che ha valso all'autore riconoscimenti internazionali, insignito del Thomas Merton Award e di altri attestati, Zinn affronta il problema delle relazioni fra Cuba e Stati Uniti a partire dalla guerra ispano-americana del 1898 con la quale la Spagna fu costretta ad abbandonare l'isola caraibica. La tesi centrale della breve analisi storica condotta dal politologo statunitense è quella secondo cui, a partire da quell'evento bellico, gli USA inaugurarono una costante e progressiva politica imperialista, consapevolmente volta a difendere gli interessi espansionistici della loro industria e del loro commercio. A corollario di questa impostazione politica, l'atteggiamento del governo statunitense nei confronti di Cuba fu, fin dall'inizio dell'ostilità verso la Spagna, di totale indifferenza per la popolazione cubana, che aveva combattuto per la libertà con un proprio piccolo esercito, e volto unicamente a stabilire una sorta di protettorato politico-militare per lo sfruttamento delle risorse e dei vantaggi derivanti dalla posizione strategica dell'isola lungo le rotte commerciali.
Dopo l'entrata a Cuba dell'esercito statunitense, i comandanti militari e il governo USA si comportarono come se l'esercito insurrezionale cubano non fosse mai esistito, e a nessun cubano fu consentito di intervenire nelle trattative di pace aperte con la Spagna. L'isola non fu annessa al territorio degli Stati Uniti, ma l'assemblea costituente di Cuba fu informata che l'esercito nordamericano non avrebbe lasciato il suo territorio finché essa non avesse recepito nella nuova Costituzione, l'emendamento Platt, approvato dal Congresso nel febbraio 1901, che conferiva unilateralmente agli Stati Uniti «il diritto di intervenire per salvaguardare l'indipendenza di Cuba e garantire un governo in grado di proteggere la vita, il patrimonio e le libertà dei cittadini...».  Con quel documento gli USA si assicurarono inoltre basi navali e carbonifere e la base militare di Guantanamo. Dopo una prima resistenza, l'assemblea cubana dovette cedere e accettare l'emendamento. Gli Stati Uniti si arrogarono così la prerogativa di stabilire quali governi sarebbero stati o meno di loro gradimento nel futuro di Cuba.

## L'intervento di Noam Chomsky
Definito dal New York Times «forse il più importante intellettuale vivente», Chomsky rappresenta soprattutto una delle voci più note del dissenso politico statunitense fin dagli anni della guerra del Vietnam. È autore di circa settanta saggi e di migliaia di articoli, e occupa l'ala più oltranzista - egli si definisce anarchico anti-comunista - del movimento radicale americano. Le sue posizioni in merito non solo alla politica estera degli Stati Uniti, ma a tutta la storia moderna di quel paese sono ormai note a chiunque segua i canali d'informazione alternativi presenti soprattutto su Internet: gli Stati Uniti sono una potenza imperialista la cui egemonia militare ed economica costituisce oggi il pericolo maggiore per la stabilità e la stessa sopravvivenza del pianeta. Coerentemente con le sue posizioni tradizionali, Chomsky legge la storia dei rapporti tra Cuba e Stati Uniti come il caso più grave e continuativo di terrorismo di stato da parte di una grande potenza nei confronti di un Paese libero e indipendente.
I contenuti del saggio chomskyano vertono così sulla sequenza storica dei piani di sabotaggio, intervento armato e pressione economica messi in atto dalle amministrazioni americane a partire da Eisenhower (1960) fino a Bush. Il più emblematico e oggi anche il più noto tra tutti fu certamente l'operazione Northwoods, un complesso piano di vero e proprio terrorismo di Stato volto a scatenare, con una serie di attentati contro la popolazione civile sia americana che cubana, un'ondata di indignazione e di panico tale da giustificare un intervento armato contro l'isola e la sua occupazione. Esso non fu mai attuato anche per l'opposizione del presidente Kennedy, il quale tuttavia non aveva esitato, proprio all'inizio del suo mandato, a sottoscrivere l'unico vero tentativo di invasione armata di Cuba da parte di fuoriusciti anticastristi appoggiati dall'esercito americano, noto come invasione della baia dei Porci.
Se gli Stati Uniti hanno da tempo dunque rinunciato ad ogni ipotesi di guerra guerreggiata contro Castro, essi tuttavia, come sostiene ancora l'autore, hanno protetto e favorito una serie impressionante di singoli atti di violenza contro l'isola ai danni di pescherecci, ambasciate e voli aerei cubani internazionali, con centinaia di vittime, compiuti da bande di oppositori del regime castrista rifugiati su territorio statunitense, o da veri e propri terroristi di fama internazionale, anch'essi ospitati su suolo americano in deroga alle più elementari leggi di giustizia internazionale. Tutto questo, conclude Chomsky, non avviene per ciò che Cuba fa o per un qualche pericolo che essa rappresenta agli occhi degli USA, ma per la sua stessa esistenza, per aver sfidato con successo il padrone del mondo intero.

## Gli interventi di William Blum e Michael Parenti
La posizione di William Blum - un ex addetto al Dipartimento di Stato americano, che abbandonò il suo incarico per protesta contro la guerra in Vietnam e che da allora ha dedicato la sua vita alla denuncia del terrorismo statunitense nel mondo - è del tutto simile a quella di Chomsky. Il tema che tuttavia sta maggiormente a cuore a Blum è l'uso relativistico e strumentale che gli USA fanno del concetto di terrorismo. Dagli anni dell'amministrazione Clinton, infatti, l'accusa di terrorismo ha sostituito, a detta di Blum, quella di comunismo, ed è usata con lo stesso criterio distintivo utile ad individuare quegli individui e quegli Stati che in qualsiasi forma contrastano gli interessi economici e geostrategici statunitensi. Tale accusa permette oggi agli USA di bombardare, come atto legittimo, gli edifici e le infrastrutture governativi di quei paesi che offrono rifugio a terroristi.
Anche il tenore dell'intervento di Michael Parenti non si discosta da quello di un'aggressiva polemica contro la gestione della politica estera da parte delle amministrazioni presidenziali. L'argomento di Parenti - uno degli intellettuali radical più noti e accesi nel panorama culturale statunitense di questi anni - è comunque quello dell'uso di una straordinaria campagna ideologico-propagandistica utilizzata in patria e all'estero dalla Casa Bianca per manipolare l'opinione pubblica e distorcere i valori fondamentali della democrazia e della libertà. La politica americana verso Cuba non sarebbe quindi dettata dalla difesa della libertà contro un regime dittatoriale, ma dalla pura e semplice difesa dei valori del capitalismo globale, messo in crisi dal modello cubano che ha infiltrato, in Sudamerica, forti elementi di destabilizzazione. In quest'ottica, i ripetuti tentativi di Fidel Castro di giungere a una normalizzazione dei rapporti politici con gli Stati Uniti andrebbero contro gli stessi interessi americani, che invece prevedono l totale annientamento del modello castrista e il puro e semplice ritorno a una Cuba colonizzata agli interessi economici degli investitori americani.

## Edizioni
- AA.VV - A cura di Salim Lamrani, Il terrorismo degli Stati Uniti contro Cuba, traduzione di Andrea Mazza, Silvia Raccampo, collana Continente Desaparecido, Sperling & Kupfer editori, 2006,  p. 256, ISBN 88-200-3998-2.